# Orxestra Pitagórica
Orxestra Pitagórica é um grupo da Secção de Fado da Associação Académica de Coimbra. Tocam músicas conhecidas com letras a satirizar aspetos da vida académica e política portuguesa.
Datam do final do século XIX as primeiras atuações da Orxestra Pitagórica. Originalmente intitulava-se Xaranga Pitagórica, um agrupamento académico burlesco e goliardo fundado na década de 1890 pelo estudante Diogo Polónio. 
Em 1981, pouco depois da fundação da Secção de Fado da AAC, ressurge com o objectivo primordial de preencher uma lacuna muito grave em termos académicos, ou seja, o de não haver ninguém capaz de dizer coisas sérias a rir, o que equivale a dizer que a irreverência académica já não se manifestava genuinamente, isto é, que o estudante havia esquecido o que de mais sério há: a alegria e o espírito académico.
Assim, para o Sarau da Queima das Fitas de 1981, organizou-se a "Orxestra Pitagórica" retomando o agrupamento em tempos existido no seio da academia. Dotada de instrumentos sérios como violas, acordeão, cavaquinhos e bandolins, etc... e de instrumentos seríssimos como sanitas, sinais de transito, autoclismos, cântaros, chapéu de chuva de guizos, etc. ..., a Orxestra Pitagórica lançou ao público o seu repertório cénico e musical de cariz vincadamente "gargalhorico" e popular, dando o toque estudantil a algumas pitorescas músicas que popularmente são entoadas em Portugal. Dos seus últimos 19 anos de vida, sem interrupções, a Orxestra Pitagórica já calcorreou todo este Portugal de norte a sul e vários programas de televisão assim como na Expo'98. La por fora, Espanha, Franca e Itália foram os países visitados. 
Só tem um álbum editado, intitulado "a2+b2=c2"

## Páginas externas
- Página Oficial da Orxestra Pitagórica[ligação inativa]
- Página Oficial da AAC